# Plante bisannuelle
 (juin 2011).
Si vous disposez d'ouvrages ou d'articles de référence ou si vous connaissez des sites web de qualité traitant du thème abordé ici, merci de compléter l'article en donnant les références utiles à sa vérifiabilité et en les liant à la section « Notes et références ».

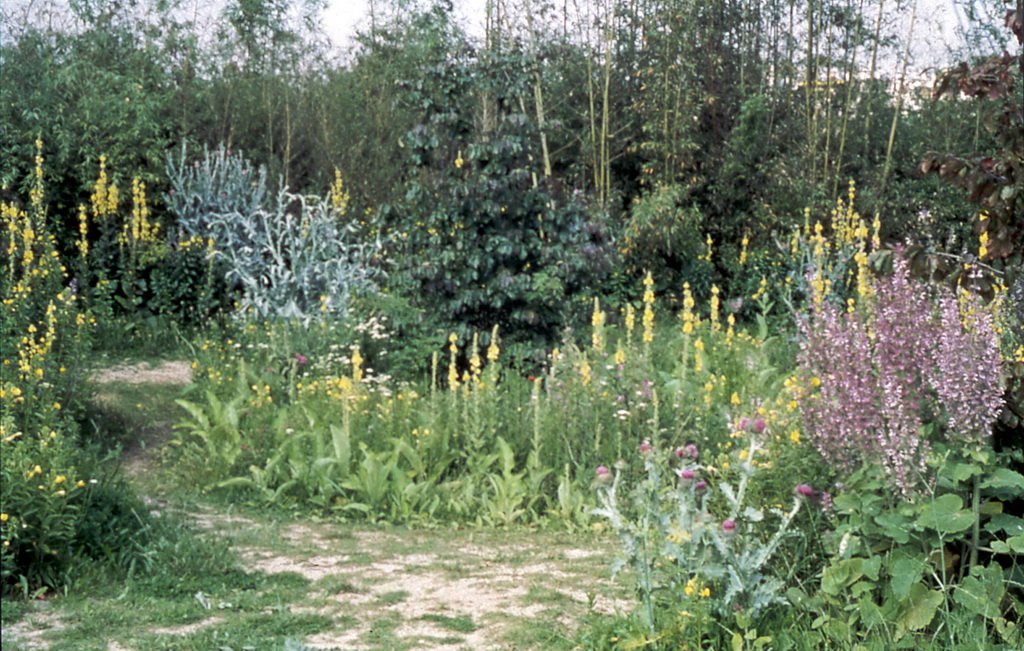
En juillet 1993 les plantes bisannuelles sont majoritaires dans le jardin en mouvement du parc André-Citroën.

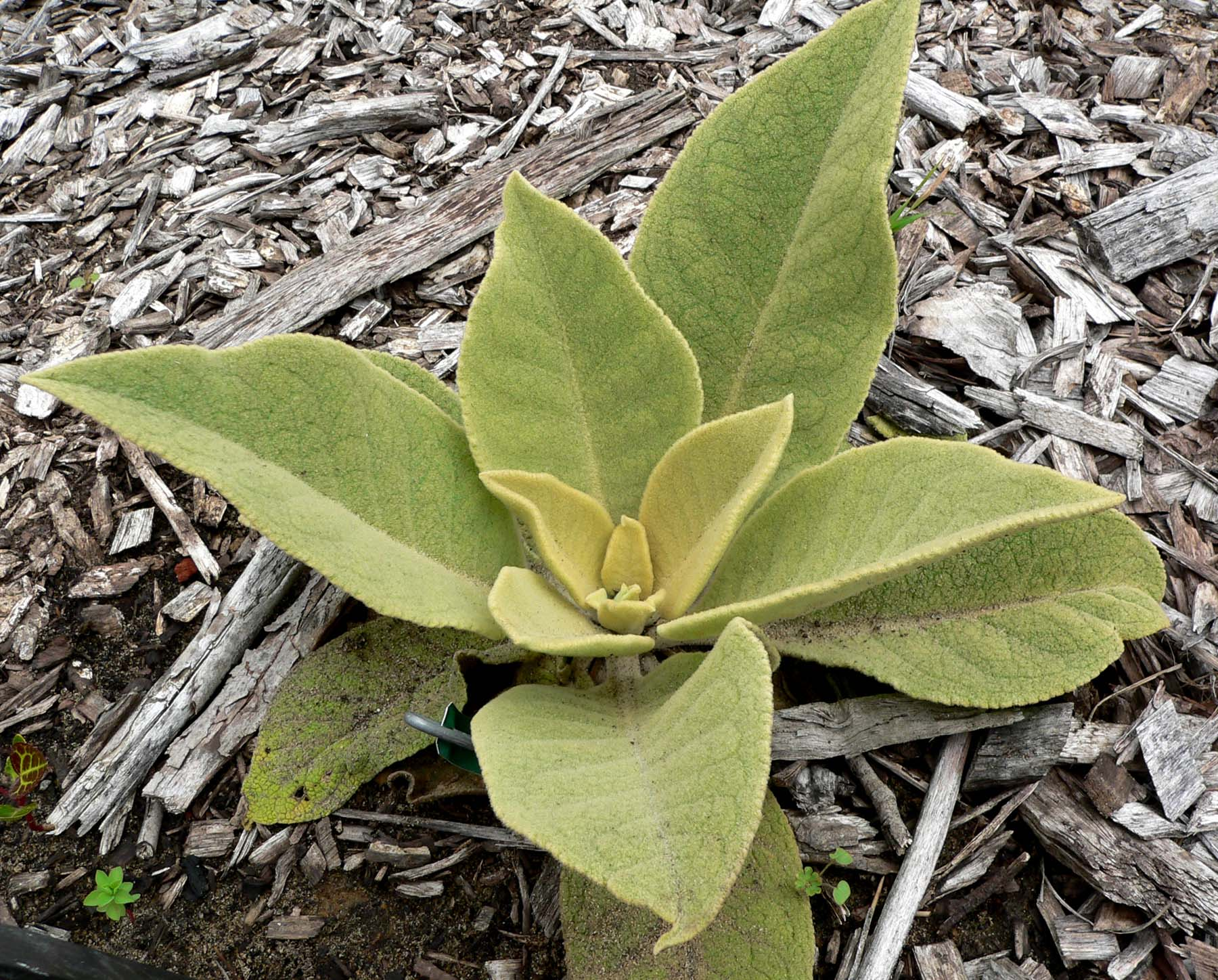
Rosette d'un Verbascum epixanthinum.

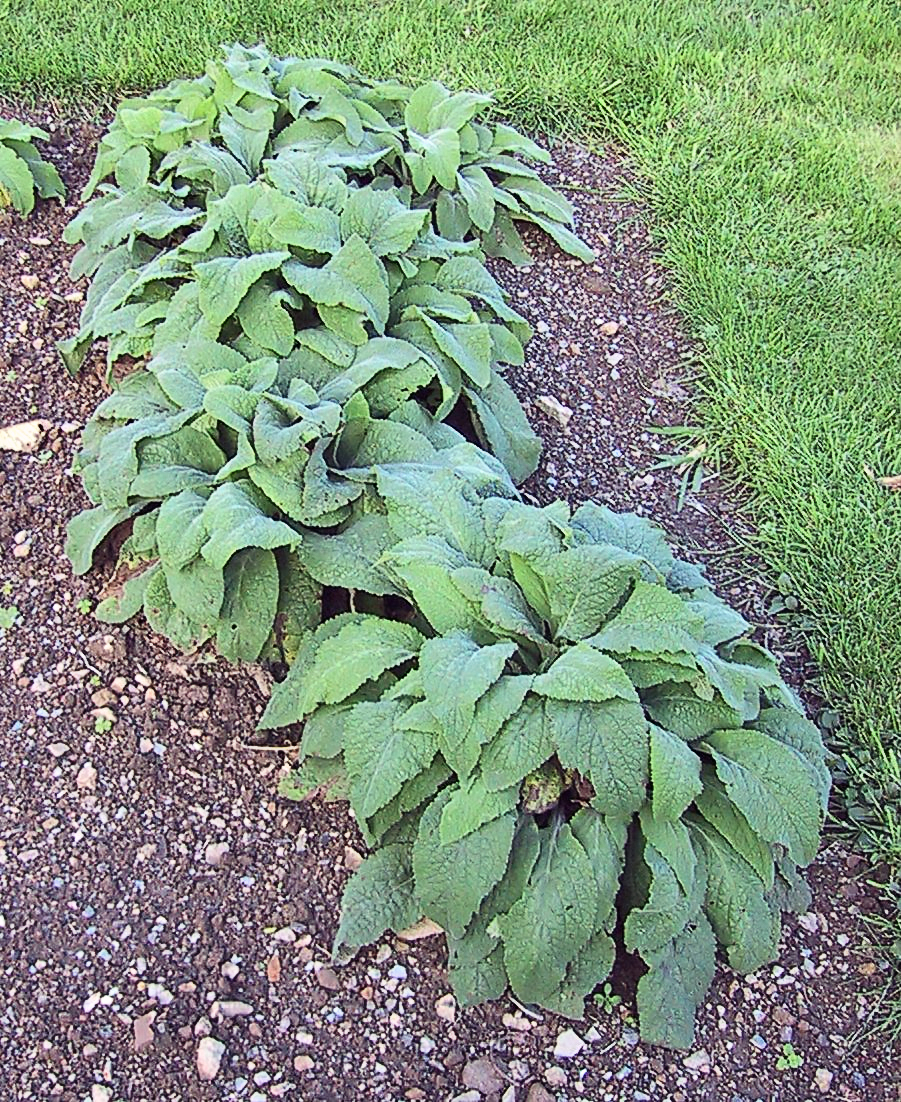
Rosettes de digitales pourpres, (Digitalis purpurea).

Une plante bisannuelle est une plante qui accomplit son cycle de vie en deux années.

## Description du cycle de vie
La première année, la plante développe un appareil végétatif : racines, tiges et feuilles. Puis elle entre en dormance pendant les mois froids. Souvent, la tige reste courte et les feuilles sont proches du sol et forment une rosette. La plante survit généralement à la mauvaise saison par ses bourgeons situés au ras du sol. De nombreuses plantes bisannuelles ont besoin d'un traitement par le froid ou vernalisation avant de pouvoir fleurir. Au printemps ou a l'été suivant, la tige de la plante croît fortement, la plante monte en graine. Des fleurs, fruits et graines sont produits. Enfin la plante meurt.
Il y a beaucoup moins de plantes bisannuelles qu'il n'y a de plantes annuelles ou vivaces. Dans la classification de Raunkier, elles correspondent en partie à la classe des hémicryptophytes.
Sous des conditions de climat extrême, des plantes bisannuelles peuvent accomplir leur cycle de vie sur une période courte (par exemple 3 ou 4 mois au lieu de deux ans). C'est commun chez les plantes qui ont été exposées à des basses températures ou qui ont été vernalisées avant d'être plantées. Ce comportement conduit à ce que, dans ces zones, de nombreuses plantes bisannuelles soient traitées comme des plantes annuelles. Chez certaines bisannuelles, la floraison peut aussi être induite, sans vernalisation, par la gibbérelline, une hormone végétale. Ceci est rarement fait commercialement.

## Horticulture
En horticulture, les plantes bisannuelles sont généralement cultivées pour leurs fleurs (on parle souvent de fleurs bisannuelles). Elles sont appréciées pour leur capacité à fleurir tôt en saison, en automne  et hiver (pensées, pâquerettes, primevères, etc.). Dans le cas de plantes potagères (comme le persil) la culture est généralement menée comme s'il s'agissait de plantes annuelles, la culture n'étant poursuivie la deuxième année que dans le cas des porte-graines pour la production de semences.

## Risques
Certaines plantes bisannuelles, dont les digitales, sont très toxiques comme par exemple la digitale pourpre, (Digitalis purpurea) (cf. image sur la droite).